# Gebeshuber-Siedlung
Die Gebeshuber-Siedlung ist eine Siedlung in  der Marktgemeinde Wartberg an der Krems in Oberösterreich.
Die Siedlung befindet sich in der Katastralgemeinde Strienzing südöstlich von Wartberg an der Krems. Die Umwidmung der sogenannten Gebeshubergründe in Bauland erfolgte etappenweise ab den 1950er Jahren, wodurch nach und nach die Siedlung ihre heutige Form annahm.